# 山
山（やま）とは、周囲よりも高く盛り上がった地形や場所のことをいう。地形学では丘陵や｢台地」よりも周囲との相対的高度差（比高）や起伏が大きいものを指す。平地と比べ、傾斜した地形から成る。

## 概要
周囲とどの程度の高度差があれば山と呼ぶかについては、国や地域ごとの習慣、領域や研究者ごとに差異があり、一概に決まっているわけではない。たとえば日常生活で人々は、ある盛り上がった地形を指して、同じ人々が、あるときは「山」と呼んでみたり、またあるときは丘陵、丘、岡などと呼んだりすることがあり、区別は必ずしも明確でない。
ブリタニカ百科事典では、相対的に2,000フィート（610m）の高さを持つものを山としている。
国際連合環境計画において定義された「山岳環境」は、以下のいずれかの条件を満たす地点を山岳と定義している。
- 高度が少なくとも2,500m以上ある。
- 仰角が2度を越え、高度が少なくとも1,500m以上ある。
- 仰角が5度を越え、高度が少なくとも1,000m以上ある。
- 周囲半径7km以内で300m以上高度が上がっている場合、高度が少なくとも300m以上ある。

この定義を使用した場合、山岳地帯はユーラシアの33%、北アメリカの24%、南アメリカの19%、そしてアフリカの14%を占めている。また、地上の全陸地面積のおよそ24%が山岳地帯と定義されることになる。日本では、国土地理院が地図に示す名称に「山」をつける場合、地方自治体の申請をもって表示するとしている。
- ヒマラヤ山脈
- タトラ山脈（ザコパネ、ポーランド）
- 石鎚山

### 分類
山の複合的なものを山岳（連山、山地、山脈）と呼ぶ。通常、陸上のものは単に「山」といい、海中の山は海山と言う。
起伏の程度によって分類する方法もあり、低山性山地、中山性山地、高山性山地に分類される。山地を形成した営力によって分類する方法もあり、
1. 火山作用で形成された山地（火山性山地）
2. 浸食作用で形成された山地（残存山地あるいは浸食山地）
3. 地殻運動によって形成された山地

などに大きく分類される。そしてそれらがまたさまざまな観点から分類されている。
1.の火山性山地は、形態や構造によって単式火山と複式火山（複成火山とも）に分類される。単式火山には成層火山、楯状火山などが含まれ、複式火山にはカルデラや複数の単式火山の複合などが含まれる。そしてカルデラ火山はさらに二重式火山や三重式火山に分類される。また火山性山地はその噴出場所によって陸上火山、海底火山、氷底火山に分類される。
2.の浸食山地の分類としては、湿潤地域で生じる「残丘」、乾燥地域で生じるインゼルベルクやボルンハルトがある。
3.のタイプの山地はさらに、褶曲山地（しゅうきょく - ）、曲隆山地、ドーム状山地、断層山地、傾動山地などに分類できる。なお、人工的に作った山は築山という。

## 山の高さ
山の高さ（標高）は、海面の延長であるジオイドからの距離とすることが一般的であり、これを海抜（かいばつ）と言う。
地球上の最高峰（もっとも高い山）はヒマラヤ山脈のエベレスト（海抜8,848m）とされている が、海抜以外の指標により最高峰を選ぶことも可能である。たとえば、地球中心から見た最高峰は南米アンデス山脈のチンボラソ山（海抜6,310m）である。
地球は自転の遠心力により回転楕円体となっていて、赤道付近がふくらんでいる。そのため、赤道からわずか150kmにあるチンボラソ山は、エベレストより2,150mも地球中心から見て高くなっている。ハワイのマウナ・ケアも海抜では4,205mだが、太平洋底から一気に10,203mもせり上がっており、基盤部分からの標高では世界最高峰となっている。
日本国内では、最高峰は富士山（標高3,776m）である。対してもっとも低い山は仙台市の日和山（標高3m） であるが、山の定義や地形学的分類あるいは地図作成測量によりとらえ方はさまざまであり、もっとも低い山の決定が難しい。
地球以外の天体では、ジオイドに相当する面からの距離を標高とする。ただし、地球以外の天体には海面がないので、天体ごとに恣意的に定義する。たとえば、火星でジオイドに相当するアレイドは、温度0.01℃で気圧610.5パスカルとなる面である。日本語では地球上、地球外ともに「山」であるが、英語ではMonsといい、地球の山と区別される。
なお、太陽系で知られている最高峰は火星のオリンポス山であり、標高は約27,000m（27km）に達する。火星にはこのほかにもアルシア山（標高19km）やアスクレウス山（標高18km）、パボニス山（標高14km）といった、地球よりもはるかに高い火山が存在するが、これは火星にプレートテクトニクスが存在せず、マグマの吹き出すホットスポットが移動しないため溶岩が同じ場所に堆積し続けたためと考えられている。

## 山の形成
山は、大陸移動（プレート移動）にともなう褶曲や断層運動、隆起、火山活動などの地理的要因により形成される。

### プレート移動、火山活動
このうち、もっとも大規模な山岳形成はプレート移動によってなされ、世界の2大造山帯であるアルプス・ヒマラヤ造山帯と環太平洋造山帯はいずれもプレート移動により形成されたものである。アルプス・ヒマラヤ造山帯に属するヒマラヤ山脈やアルプス山脈は、かつて2つの大陸プレートに挟まれた浅い海だったが、大陸プレート同士の衝突により地面が押し上げられて成立した。このような山の成立過程を造山運動という。ロシアのウラル山脈や北米東岸のアパラチア山脈は、ずっと以前の造山運動の痕跡である（造山運動終了後に浸食などで削られた）。環太平洋造山帯は太平洋プレートが各大陸プレートに沈み込みを起こして形成されるものであり、その名の通りアンデス山脈やロッキー山脈、日本列島など太平洋を取り囲むようにして大山脈が連続する形になっている。

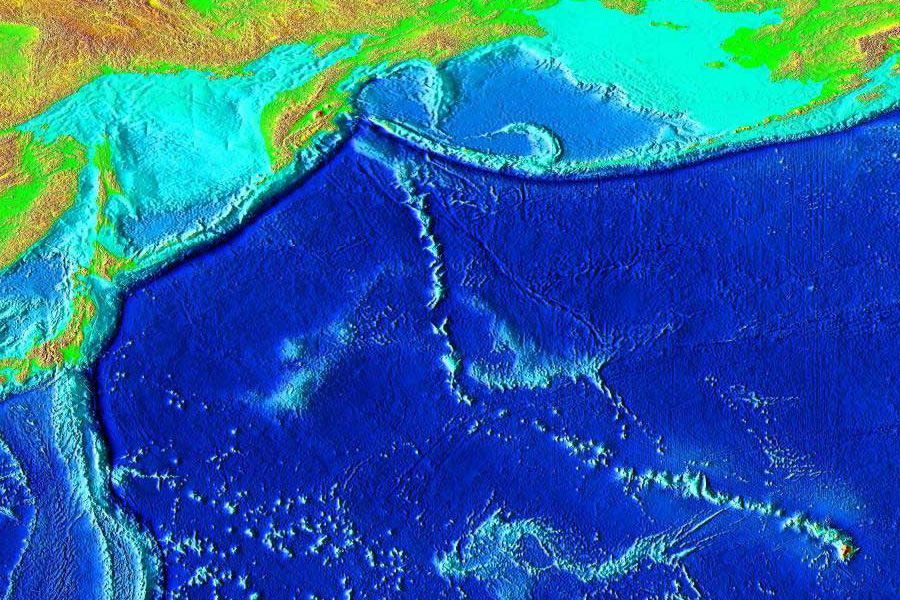
北太平洋海底の地形図。画像右下のハワイ諸島から西に向けて北西ハワイ諸島、さらに北に向きを変えて天皇海山群と呼ばれる島および海山の列が確認できる。

この2つの造山帯はいずれもプレート同士の衝突によって形成されるものだが、そのほかにプレートが生み出され広がり続ける発散型境界においても山脈が形成される。この発散型境界の多くは海底に存在し、海嶺と呼ばれることが多い。大西洋を南北に貫く大西洋中央海嶺などが代表例である。

### ホットスポット
まれにプレート境界とはまったく関係ない場所においてマグマが継続的に供給され火山が成立する場合がある。これはホットスポットと呼ばれ、ハワイ島のマウナ・ケアなどが代表例である。このホットスポットはプレートの動きとは無関係であるため、プレートが移動してもその地点に山岳を形成し続ける。古い火山島はホットスポットから離れるにしたがって波や風、雨などによって浸食されていき、やがて海面下に没して海山となる。

### 断層運動
断層運動により断層面から見た一方が上昇または下降することにより山が形成されることもあり、例としては日本の六甲山地 や養老山地などがある。地殻変動にともなって地面が上昇する隆起により山が形成された例には、日本の北上山地、阿武隈高地などがある。

### 風化や侵食による山容の変化
上記のようにして形成された山は、またさまざまな理由によって次第に低くなっていく。山を形成している岩石は、山の厳しい気候や長い年月などによって風化していき、その積み重ねによって山は低くなっていく。また、浸食も山を低くしていく大きな要因の一つである。寒冷地や高山において形成される氷河は、山を侵食する大きな原因の一つである。より温暖な地方においては、河川が主な山体浸食の原因となる。このほか、風による風食も浸食の要因となるが、氷河や河川に比べればその役割は小さなものである。また、地すべりや崖崩れなどによってより急激に山体が変化することもある。

### 山の部分名称
- 上の部分 - 山頂、頂（いただき）、剣が峰（けんがみね、火山の噴火口の周縁・富士山頂）、山巓（さんてん）
- 中間部分 - 山腹（さんぷく）、中腹（ちゅうふく）
- 下の部分 - 山麓（さんろく）、麓（ふもと）、山すそ

### 山の形状
山はそれぞれ特徴のある形状であり、それにちなんだ山名のものもある。
日本の山の形状について、深田久弥は『日本百名山』の著書などで、それぞれの山（槍ヶ岳、開聞岳、恵那山、鹿島槍ヶ岳など）の山容の特徴について詳しく記載している。
日本の山の形状の例は以下となる。
なだらかな山容櫛形の櫛形山、恵那山、御池岳など
鋭く尖った山容槍ヶ岳、剱岳、宝剣岳、利尻山、冠山、高千穂峰など
円錐形成層火山の富士山、後方羊蹄山、開聞岳など
双耳峰2つの顕著なピークからなる鹿島槍ヶ岳、笊ヶ岳、池口岳、天狗岳、由布岳など

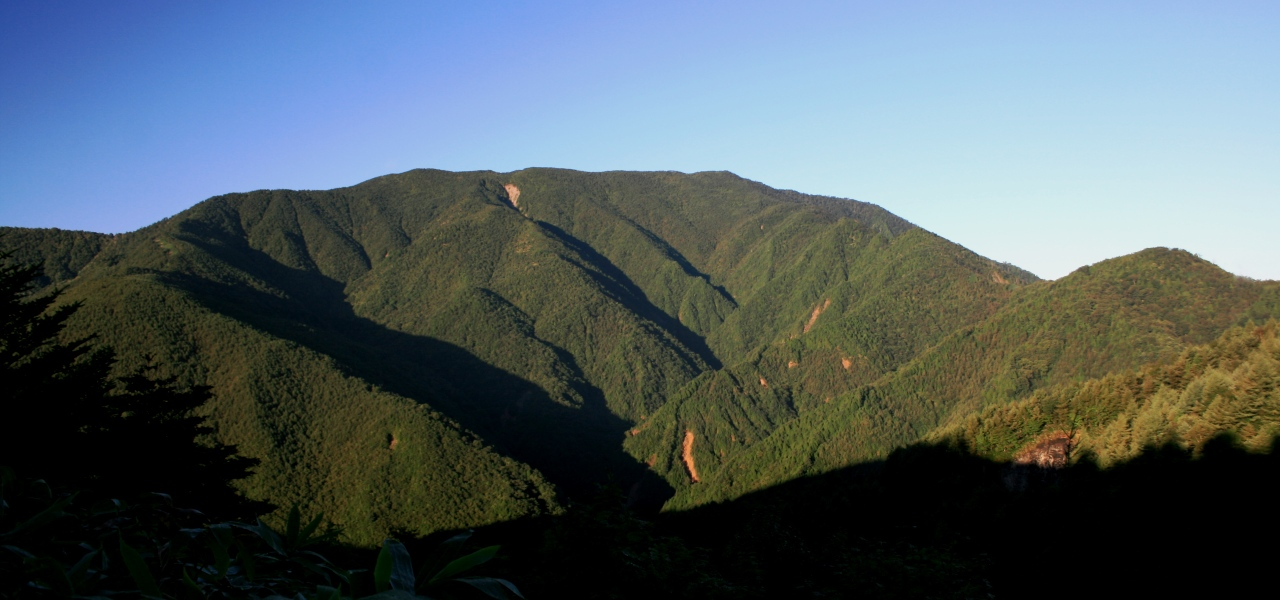
なだらかな山容の恵那山
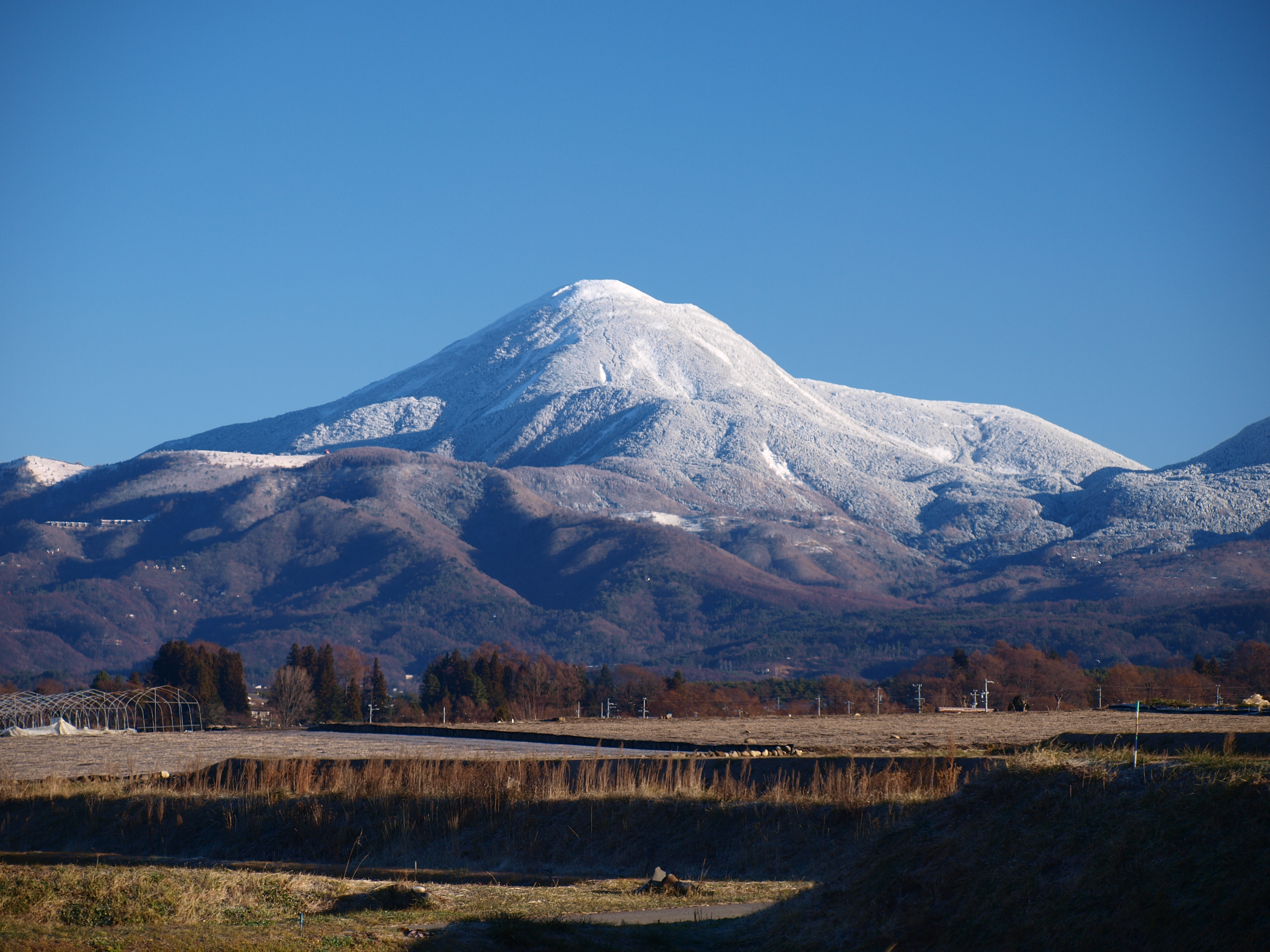
蓼科山
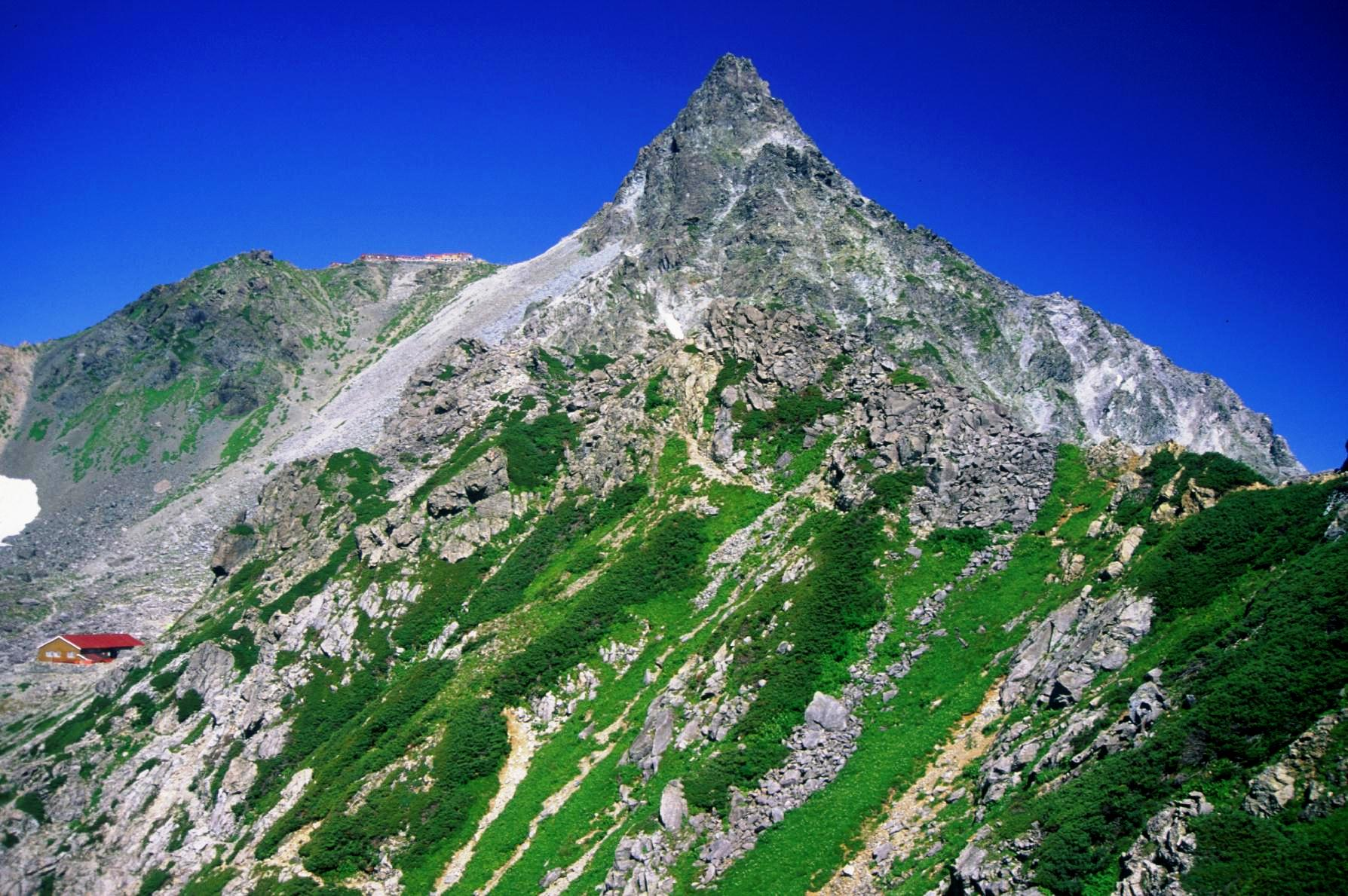
鋭く尖った山容の槍ヶ岳
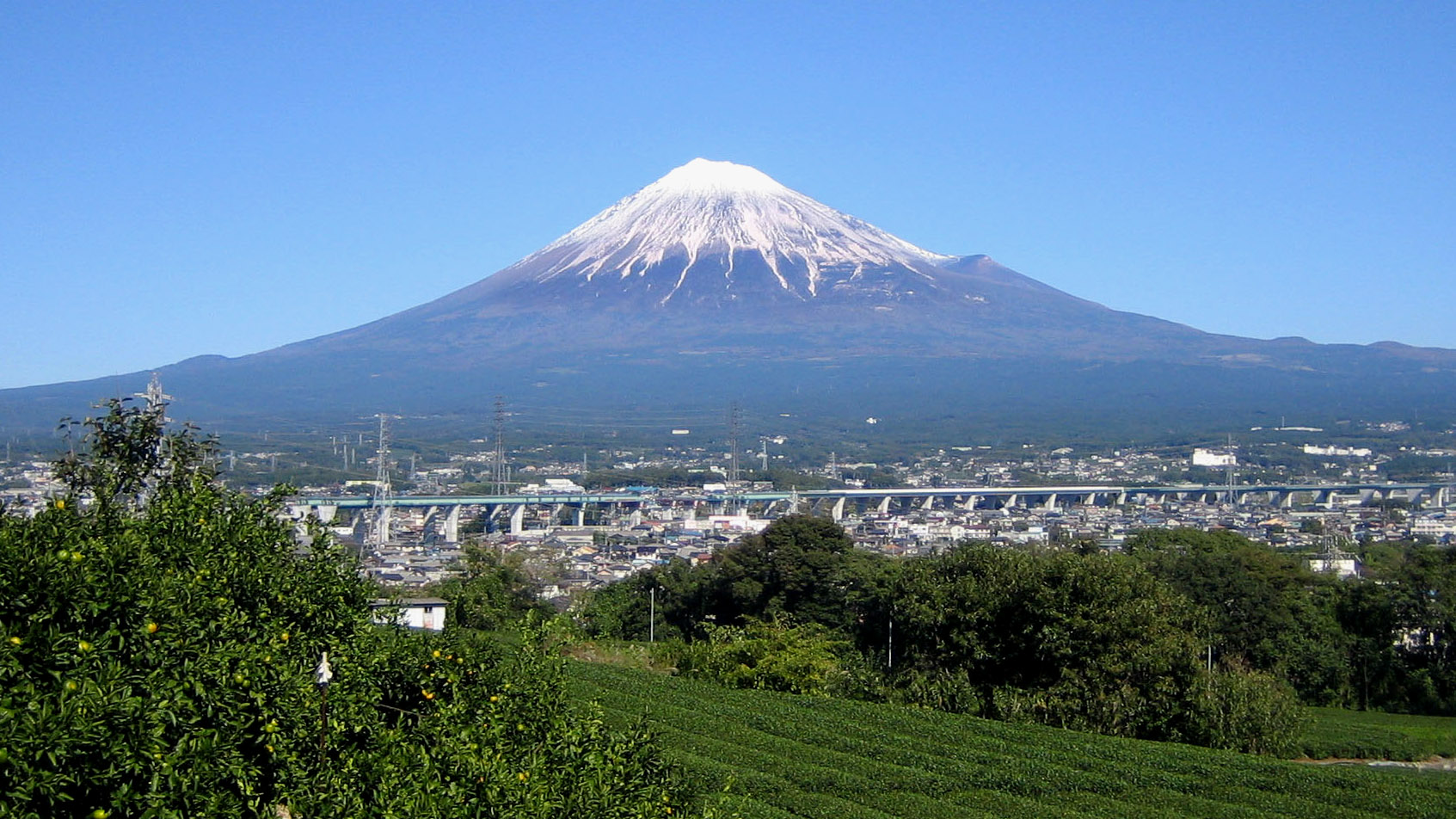
円錐形の富士山
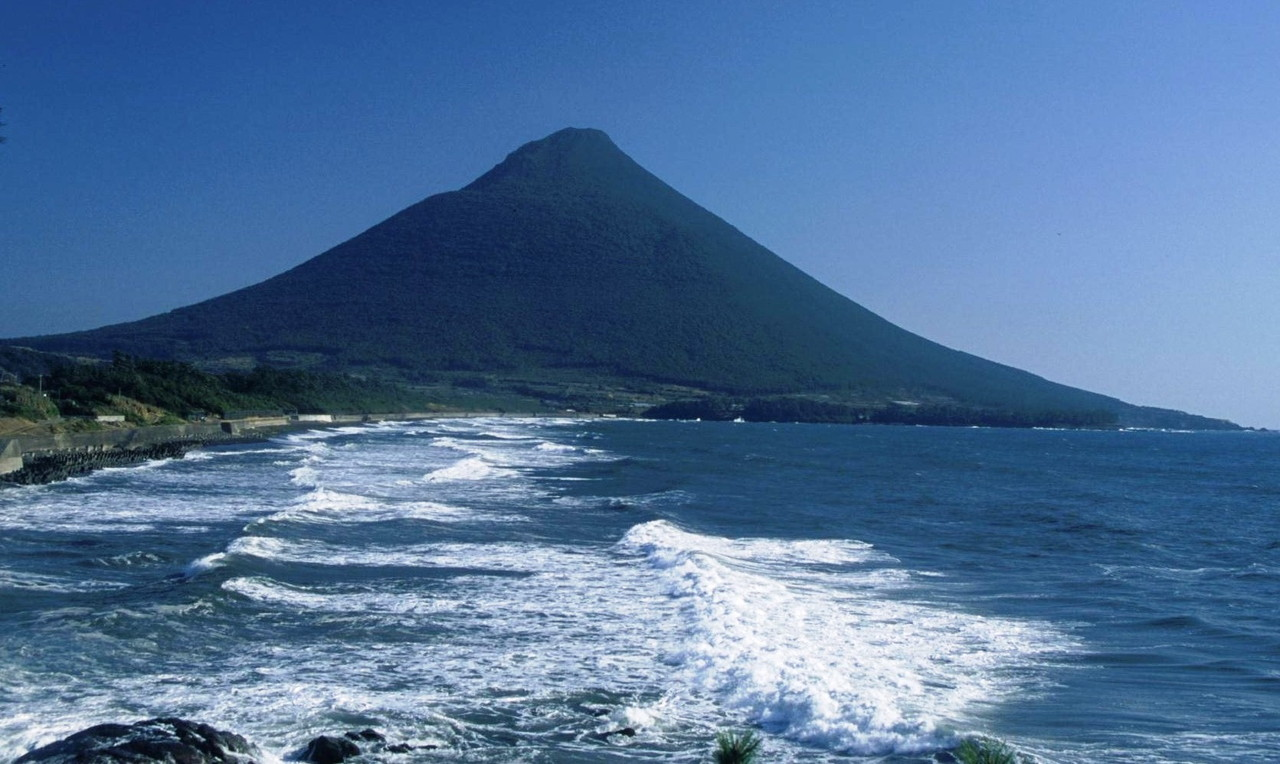
円錐形の開聞岳
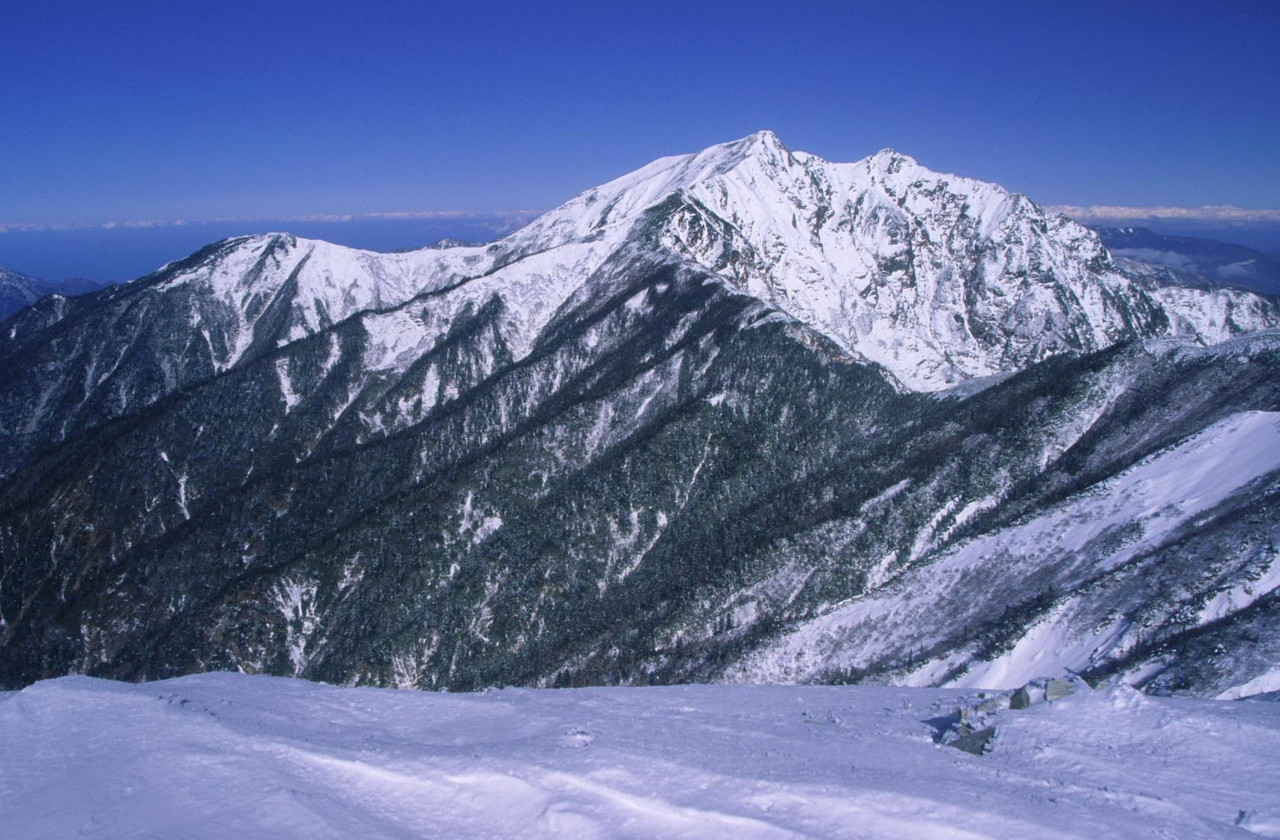
双耳峰の鹿島槍ヶ岳

## 山の気候と生物
山の気候は平地と大きく異なる。山では気象が変化しやすく、風も強く、降水量も多い。山は起伏が激しいため地上付近の暖かい空気と高所の寒い空気が混じりあい、雲が発生しやすいためである。
また、標高が100m上昇するごとに気温は0.6度（摂氏）低くなるとされており、そのため、標高が高くなれば植生や生態系も異なってくる。標高が上がるにつれて植生はより寒冷に適応したものとなっていくため、山麓の低地が熱帯であるのに山頂の植生が温帯性や冷帯性を示したり、さらには森林の生育できる温度を下回ってしまいツンドラや氷河が広がっているということもありうる。
例として、ほぼ赤道直下にあるキリマンジャロ山においては、山麓の標高1,900mくらいまではサバンナが広がっているのに対し、標高2,500m程度までは熱帯雨林、3,000m付近までは雲霧林となり、それより上になると森林限界を迎えてしまうため樹木が生育できず、まばらな低木や草原が広がるようになる。4,400m以上では植物の生育が不可能になり、5,500m以上では赤道直下にもかかわらず氷河が存在する。
特に海抜数千メートルの高山では気象環境は過酷であり、ある程度の標高以上では気温が低すぎてもはや樹木が生育できず、そのような環境に適応した特殊な植物・動物が生息している。これを高山植物・高山動物という。この樹木が生育できなくなる地点のことを森林限界というが、これは基本的には標高によって決定されるものの、その地表の諸条件に大きく左右されるために、必ずしも直線的に限界線が続いているわけではない。
また、森林限界は気温によって左右されるため、場所によってその高度は大きく異なり、基本的には緯度が低いほど森林限界の高度は高く、緯度が高いほどその高度は低くなる。寒帯にある山岳の場合、麓から山頂までツンドラや氷雪に覆われていることは珍しくない。
また、標高の高い山岳においては斜面に雨雲がぶつかるため、山麓に降雨をもたらすことが多い。この場合、山脈を越えた空気は乾燥することとなり、山の反対側にフェーン現象をもたらすことがある。
また、海岸から高い山脈にさえぎられた反対側では山脈の方から吹き込む卓越風の風下となり、すでに水分のほとんどを雨として落としてしまっているため、極度に乾燥した気候となることがある。これを雨陰効果と呼び、タクラマカン砂漠やグレートベースンなどがこの要因によって砂漠となっている。逆に山岳の風上側においては乾燥地においても降雨をもたらすことはよくある。

## 山と人間
古代史において「山は隔て、海は結ぶ」という言葉があるように、海は交通路として遠隔地を結びつける役割を果たす一方、山は逆に交通の障害として隣接する地域同士を隔てた。特に山脈は人々の交流を妨げることが多く、山脈を一つ隔てた両側で文化、さらには言語や民族にいたるまで異なっていることは珍しいことではなかった。こうしたことから地方政府や国家の境界線は山の尾根の線に置かれることが多くなっており、地政学においても山岳はしばしば望ましい自然国境であるとみなされている。

### 居住と利用
国際連合環境計画が定義した山岳の条件下では、世界陸地面積の24%が山岳となっており、世界人口の12%がその地帯に居住している。地球上の陸地面積の7％が標高2,500m以上の高度に属し、およそ1億4,000万人がその高度帯に居住している。標高3,000m以上の土地にはおよそ200万から300万人が居住している。こうした山岳居住人口のおよそ半分はアンデス、中央アジア、およびアフリカに居住している。
インフラへのアクセスが限られるために、高度4,000m以上の地帯には少数の居住者しか存在しないが、4,150mの地点にあるボリビアのエルアルト市は例外であり、盛んな商業と多様な工業、そしてほぼ100万人の人口を有する。
ヒトにとって山は必ずしも生活しやすい場所ではない。気象変動は激しく、さらに標高が高くなると空気が薄くなり酸素が不足するため、約2,500m付近からは高山病にかかるものもあらわれはじめる。山岳の大部分は地面が傾斜しているため、居住にはあまり適さず、また広い平地を確保できないために大規模な農地を設けることが難しく、食料生産効率も低地に比べ一般に劣る。
だが、山岳は決して不毛の地ではなく、豊かな植生に恵まれ動物や植物が豊富なところも多いことから、山岳地帯に居住する人々もかなりの数にのぼる。

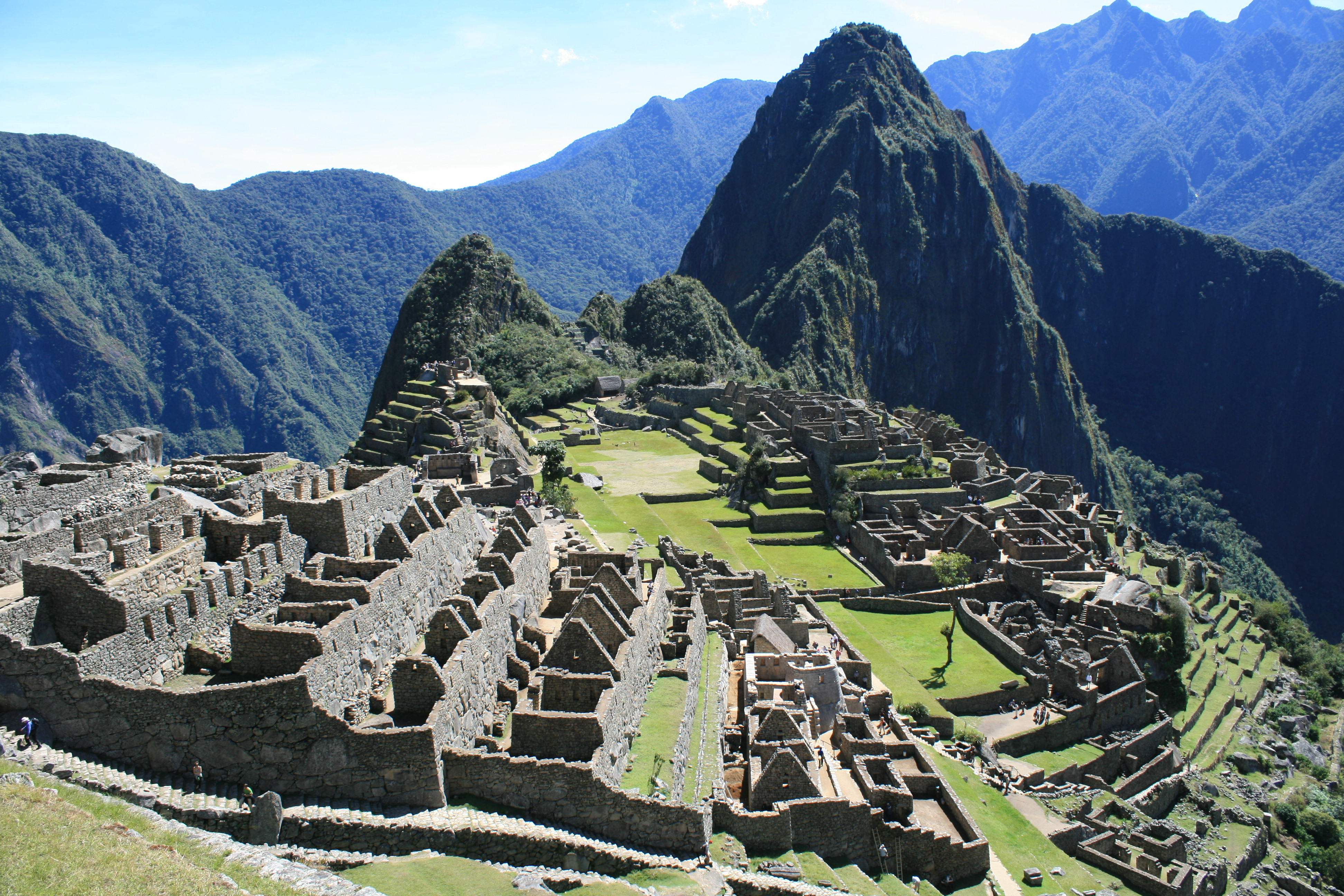
マチュピチュ遺跡 - 標高2430メートル

低緯度地帯においては標高の高い山岳地帯は気温の高い低地に比べ温和な気候となるため、標高による空気の薄さを考慮しても必ずしも暮らしにくい地域ではない。このため、アンデス山脈やメキシコ高原、エチオピア高原といった地域は古くから栄え、独自の文明を築いてきた。現代においてもこれら地域は大きな人口を抱え、メキシコシティやボリビアのラパス、エチオピアのアジスアベバなどの大都市も存在している。
また、ユーラシア大陸中央部のチベット高原は標高が高く寒冷な地域であるが、牧畜を中心に古くから人類が居住し、一つの文化圏を形成してきた。こうした山岳地においては標高によって気温が変わるため土地利用が異なっており、特にアンデス山脈においてはやや標高の低く温暖な地域ではトウモロコシ、やや標高の高い地域ではジャガイモ、それより標高の高い地域では放牧を行うなど、高度によって明確に異なった土地利用を行っている。
可耕地に乏しい日本の山村において山は材木や燃料などの林産物を産出し、狩猟や交易、鉱山の経営など山稼ぎは山村の生業における重要な要素であった。また、傾斜の緩やかな地点を切り開いて焼畑を行ったり、段々畑、棚田を建設して農耕を行うことも世界中に広くみられる。
このほか、人々が山岳地帯に居住する理由としては鉱物資源の存在がある。農耕に不適で本来人間が居住できない地点においても、高価な鉱物資源の存在によって鉱山が開かれ多くの人々が生活していることは珍しくない。
世界の河川の多くは山岳地帯を源流としており、山岳に降り積もった雪は下流の住民のために水を貯蔵する機能を果たしている。人類の半数以上は山からの水に依存して生活している。
山岳は上記のように降雨を多くもたらすため、多くの国々で山岳地帯にダムを設け水資源確保や発電を行っている。こうした山岳流水のエネルギーは古くから水車などで利用されており、20世紀後半以降は小規模水力発電が各所に設けられるようになった。
また、超短波以上の周波数で発射する送信所の多くは山に設置されている。

### 定住できる標高の限界
世界でもっとも高い地点に存在する都市はペルーのラ・リンコナダであり、標高5,100mの地点に位置する金鉱山の都市である。
ヒトの定住が可能である高度は約5,950mが限度とされている。標高の非常に高い場所では、呼吸のために必要な酸素が非常に少なく、また日光に含まれる紫外線からもあまり保護されない。特に標高8,000m以上の地点では人類の生息に必要なだけの酸素が存在しない。この高度の地帯はデスゾーンと呼ばれ、エベレストやK2の山頂がこれに含まれる。

### 信仰
世界の多くの地域では、山を神聖な場所とする信仰がある。紀元前から、インドの宇宙観で須弥山（しゅみせん）は世界の中心とされ、神々の住まう場所とされた。チベットやネパールでは山が神聖視され、特にカイラス山などが聖地とされた。
日本では主要な山々で山岳信仰が存在し、浅間信仰や白山信仰では、神道と結びついて神格化されるようになった。また日本には、人は死後にその霊魂が山に行くとする山中他界観がある。この世界観を基礎にして、日本には山の神信仰というものもある。山の神信仰の内容は、山に活動する人々の領域によって異なり、里山で活動する者は同時に水田稲作農耕にも従事しているので、春になると山の神が田に降りてきて田の神となり、秋には山へ帰って山の神になるという去来信仰を特徴としている。この信仰は東日本に偏りながらも、ほぼ全国的に分布している。
山岳信仰は特に修験道と結びついた。修験道では山を神の宿る場、修行の場と見なし、修験者は山で修行を行い神秘的な力や験力を得て、自他ともに救済することを目指す。
信仰の興隆にともない庶民の登山も盛んとなって、登山者に宿所などを提供する御師も成立した。
江戸時代初期に、長谷川角行が富士山にある人穴（現在の静岡県富士宮市側）で修行し、富士山信仰を広め富士講の基礎を作った。角行の弟子の身禄（伊藤伊兵衛）が江戸時代中期に富士講を広め、富士講は最盛期には「江戸八百八講」と呼ばれるほど江戸に多くの講が結成された。東京には現在（2025年）でも富士講が数多く残っている地域・地区が多い。毎年、富士山開山日の前日の6月30日と当日の7月1日に東京都下各地の富士塚で祭が行われている。たとえば東京都北区十条の十条冨士講では、毎年、富士山の山開きに合わせて6月30日と7月1日の2日間に渡り十条冨士講祭礼（通称：お冨士さん）が行われる。この2日間、十条と東十条の間の、普段は閑静な住宅街の道路の両脇約400メートルに多くの露店が出店する。現在も、富士講仲間でお金を積み立てるなどして富士登山を定期的に行っている人々もかなりの人数おり、富士の開山期の登山道には、一般の登山客に混じって富士講登山の一行が独特の衣装を身にまとい登山を行っている姿を見ることができる。
最近ではパワースポットの一つとして、富士山などの山がその対象の一つとなっている。
アンデス山脈の地域においては、各山が神格化されアプー（山の神）として崇拝されている。アプーは地域住民にとって大切な存在であり、自然の力を表すだけでなく、生活の豊かさや幸福をもたらすものとして信仰されている。これを学術的にはアプー信仰という。
アプー信仰は、アンデス文化において重要な役割を果たし、日常生活や祭り、儀式など様々な場面で影響を与えている。アプーへの感謝や祈りの行為は、地域住民にとって自然との調和を維持し平和な生活を送るための大切な習慣である。

### 登山やスポーツ
近代ヨーロッパにおいては山の自然の美しさがしだいに認められるようになり、18世紀末には探検やスポーツとしての登山が盛んに行われるようになった。
こうして欧米では山は探検やスポーツを行う場となっていった。山で行うスポーツはマウンテンスポーツ（en:Mountain sport）あるいはアルパインスポーツ（alpine sport）という。
現代では登山、スキー、スノーボーディング、キャンプなど多様な活動が行われている。

## 各大陸の高峰

### アフリカ
| 山名                       | 高さ (m) | 国・地域                      | 座標                                                              |
| -------------------------- | -------- | ----------------------------- | ----------------------------------------------------------------- |
| キリマンジャロ（ウフル山） | 5,895    | タンザニア                    | 南緯3度04分33秒 東経37度21分12秒 / 南緯3.07583度 東経37.35333度   |
| キリニャガ山（ケニア山）   | 5,199    | ケニア                        | 南緯0度09分22秒 東経37度19分05秒 / 南緯0.15611度 東経37.31806度   |
| マウエンジ峰               | 5,149    | タンザニア                    | 南緯03度04分33秒 東経37度21分12秒 / 南緯3.07583度 東経37.35333度  |
| ルウェンゾリ山             | 5,110    | - コンゴ民主共和国 - ウガンダ | 北緯0度23分00秒 東経29度52分00秒 / 北緯0.38333度 東経29.86667度   |
| ラスダシャン山             | 4,623    | エチオピア                    | 北緯13度14分12秒 東経38度22分21秒 / 北緯13.23667度 東経38.37250度 |

### 南極
| 山名               | 高さ (m) | 国・地域 | 座標                                                                       |
| ------------------ | -------- | -------- | -------------------------------------------------------------------------- |
| ヴィンソン・マシフ | 4,897    | 南極     | 南緯78度31分31.74秒 西経85度37分1.73秒 / 南緯78.5254833度 西経85.6171472度 |
| タイリー山         | 4,852    | 南極     | 南緯78度24分42秒 西経85度51分43秒 / 南緯78.41167度 西経85.86194度          |
| シン山             | 4,661    | 南極     | 南緯78度27分49秒 西経85度43分29秒 / 南緯78.46361度 西経85.72472度          |
| カークパトリック山 | 4,528    | 南極     | 南緯84度20分00秒 東経166度25分00秒 / 南緯84.33333度 東経166.41667度        |
| マークハム山       | 4,350    | 南極     | 南緯82度51分00秒 東経161度21分00秒 / 南緯82.85000度 東経161.35000度        |

### ヨーロッパ
| 山名         | 高さ (m) | 国・地域              | 座標                                                              |
| ------------ | -------- | --------------------- | ----------------------------------------------------------------- |
| エルブルス山 | 5,642    | ロシア                | 北緯43度21分18秒 東経42度26分21秒 / 北緯43.35500度 東経42.43917度 |
| ディフタウ山 | 5,203    | ロシア                | 北緯43度03分10秒 東経43度07分54秒 / 北緯43.05278度 東経43.13167度 |
| シュハラ山   | 5,058    | - ジョージア - ロシア | 北緯42度59分58秒 東経43度06分42秒 / 北緯42.99944度 東経43.11167度 |
| カズベク山   | 5,047    | ジョージア            | 北緯42度41分48秒 東経44度31分07秒 / 北緯42.69667度 東経44.51861度 |
| モンブラン   | 4,810    | - フランス - イタリア | 北緯45度49分57秒 東経6度51分51秒 / 北緯45.83250度 東経6.86417度   |

### アジア
| 山名               | 高さ (m) | 国・地域            | 座標                                                                        |
| ------------------ | -------- | ------------------- | --------------------------------------------------------------------------- |
| エベレスト         | 8,848    | - ネパール - 中国   | 北緯27度59分17秒 東経86度55分31秒 / 北緯27.98806度 東経86.92528度           |
| K2                 | 8,611    | - 中国 - パキスタン | 北緯35度52分52.86秒 東経76度30分48.43秒 / 北緯35.8813500度 東経76.5134528度 |
| カンチェンジュンガ | 8,586    | - ネパール - インド | 北緯27度42分09秒 東経88度08分54秒 / 北緯27.70250度 東経88.14833度           |
| ローツェ           | 8,516    | - ネパール - 中国   | 北緯27度58分00秒 東経86度56分00秒 / 北緯27.96667度 東経86.93333度           |
| マカルー           | 8,485    | - ネパール - 中国   | 北緯27度53分03秒 東経87度05分20秒 / 北緯27.88417度 東経87.08889度           |

### オセアニア
| 山名                                            | 高さ (m) | 国・地域           | 座標                                                              |
| ----------------------------------------------- | -------- | ------------------ | ----------------------------------------------------------------- |
| プンチャック・ジャヤ (カルステンツ・ピラミッド) | 5,030    | インドネシア       | 南緯4度04分44秒 東経137度09分34秒 / 南緯4.07889度 東経137.15944度 |
| マンダラ山                                      | 4,760    | インドネシア       | 南緯4度42分31秒 東経140度17分21秒 / 南緯4.70861度 東経140.28917度 |
| トリコラ山                                      | 4,750    | インドネシア       | 南緯4度15分44秒 東経138度40分54秒 / 南緯4.26222度 東経138.68167度 |
| ウィルヘルム山                                  | 4,509    | パプアニューギニア | 南緯05度48分 東経145度02分 / 南緯5.800度 東経145.033度            |
| ギルウェ山                                      | 4,088    | パプアニューギニア | 南緯6度02分36秒 東経143度53分12秒 / 南緯6.04333度 東経143.88667度 |

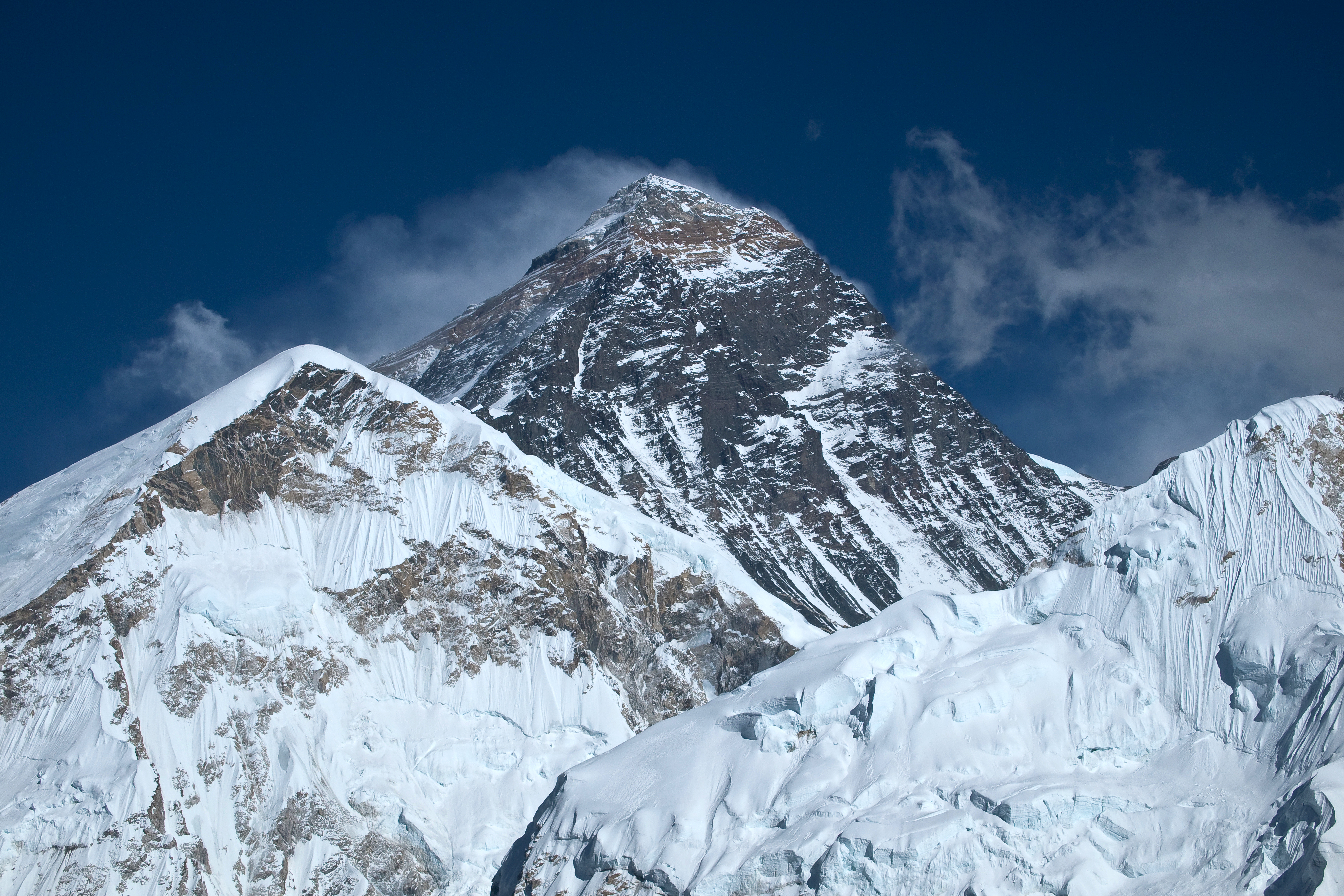
エベレスト
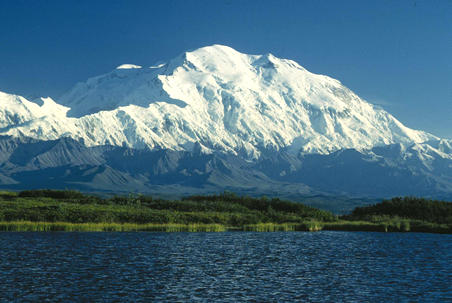
マッキンリー
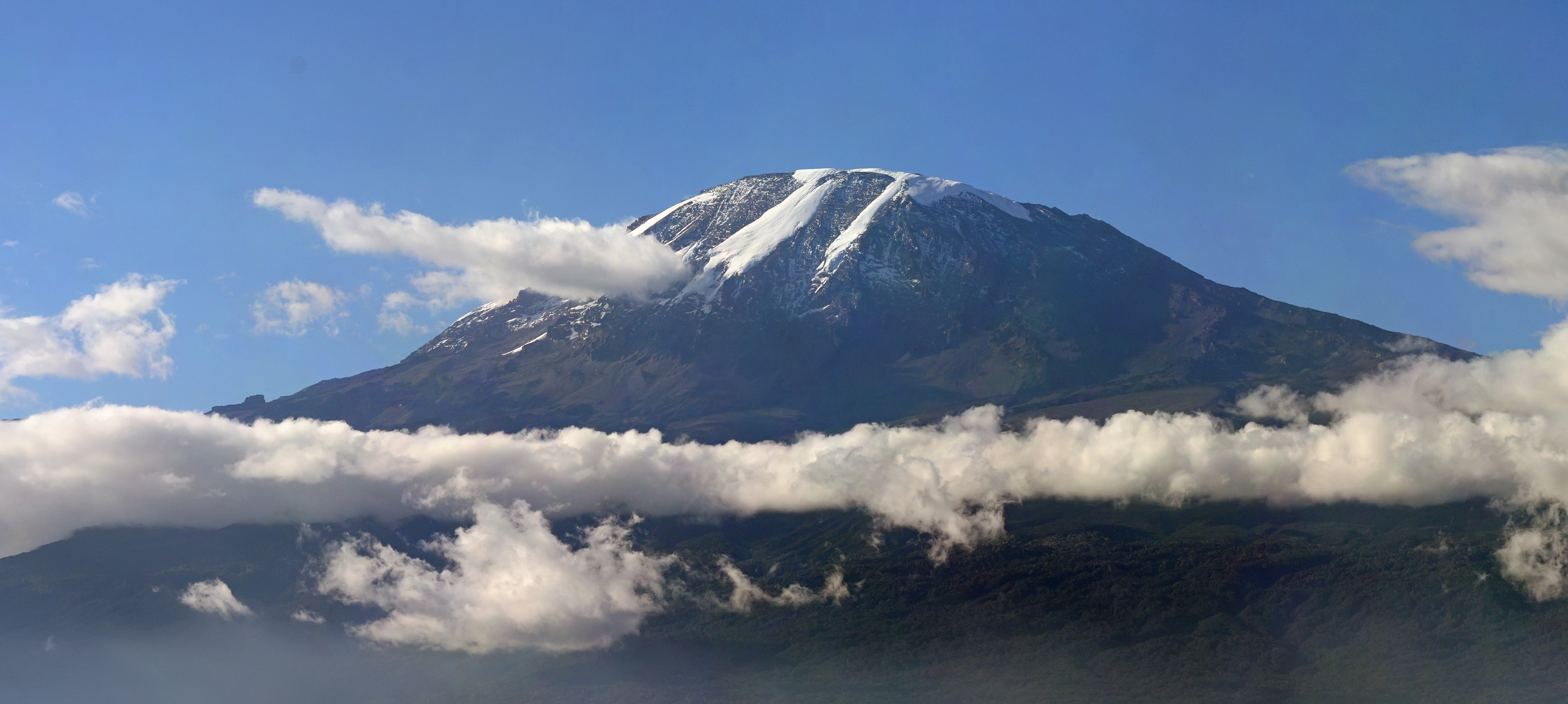
キリマンジャロ
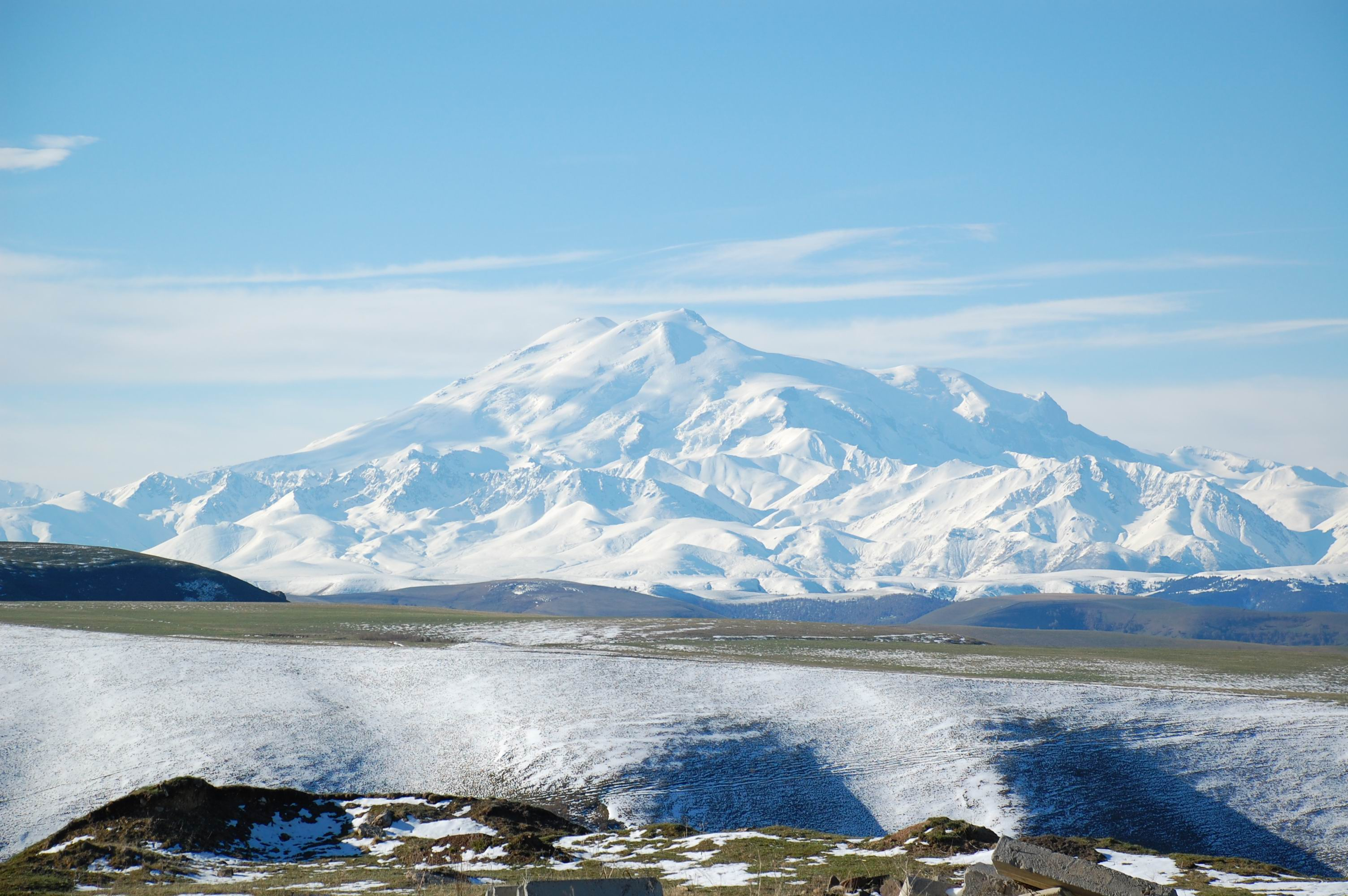
エルブルス山

### 北アメリカ
| 山名                     | 高さ (m) | 国・地域                                                  | 座標                                                                |
| ------------------------ | -------- | --------------------------------------------------------- | ------------------------------------------------------------------- |
| デナリ（マッキンリー）山 | 6,191    | アメリカ合衆国（ アラスカ州）                             | 北緯63度04分10秒 西経151度00分27秒 / 北緯63.0695度 西経151.0074度   |
| ローガン山               | 5,959    | カナダ（ ユーコン準州）                                   | 北緯60度34分02秒 西経140度24分19秒 / 北緯60.56722度 西経140.40528度 |
| オリサバ山               | 5,675    | メキシコ                                                  | 北緯19度01分48秒 西経97度16分12秒 / 北緯19.03000度 西経97.27000度   |
| セイントイライアス山     | 5,489    | - アメリカ合衆国（ アラスカ州） - カナダ（ ユーコン準州） | 北緯60度17分32秒 西経140度55分53秒 / 北緯60.29222度 西経140.93139度 |
| ポポカテペトル山         | 5,426    | メキシコ                                                  | 北緯19度01分20秒 西経98度37分40秒 / 北緯19.02222度 西経98.62778度   |

### 南アメリカ
| 山名                   | 高さ (m) | 国・地域     | 座標                                                                         |
| ---------------------- | -------- | ------------ | ---------------------------------------------------------------------------- |
| アコンカグア           | 6,959    | アルゼンチン | 南緯32度39分11.51秒 西経070度0分40.32秒 / 南緯32.6531972度 西経70.0112000度  |
| オホス・デル・サラード | 6,891    | チリ         | 南緯27度06分32秒 西経68度32分28秒 / 南緯27.109度 西経68.541度                |
| ピシス山               | 6,774    | アルゼンチン | 南緯27度45分17.27秒 西経068度47分56.04秒 / 南緯27.7547972度 西経68.7989000度 |
| ワスカラン             | 6,768    | ペルー       | 南緯09度07分18秒 西経77度36分15秒 / 南緯9.12167度 西経77.60417度             |
| セロ・ボネテ           | 6,759    | アルゼンチン | 南緯28度01分07秒 西経68度45分22秒 / 南緯28.0187度 西経68.7561度              |